# Unité urbaine de Dinan
L'unité urbaine de Dinan est une unité urbaine française centrée sur Dinan, une des sous-préfectures des Côtes-d'Armor, au cœur de la troisième agglomération urbaine du département, en région Bretagne.

## Données générales
Dans le zonage réalisé par l'Insee en 1999, l'unité urbaine était composée de cinq communes.
Dans le zonage réalisé en 2010, l'unité urbaine était composée de huit communes, puis sept après la fusion entre Dinan et Léhon, toutes situées dans le département des Côtes-d'Armor, plus précisément dans l'arrondissement de Dinan
Dans le nouveau zonage réalisé en 2020, elle est composée des sept mêmes communes.
En 2022, avec 29 234 habitants, elle représente la 3e unité urbaine du département des Côtes-d'Armor, après les unités urbaines de Saint-Brieuc (1er rang départemental et préfecture du département) et de Lannion (2e rang départemental) et elle occupe le 10e rang dans la région Bretagne.
En 2020, sa densité de population s'élève à 454 hab/km2. Par sa superficie, elle ne représente que 0,92 % du territoire départemental et, par sa population, elle regroupe 4,8 % de la population du département des Côtes-d'Armor.

## Composition 2020 de l'unité urbaine
Elle est composée des sept communes suivantes :
| Nom                  | Code Insee | Département   | Statut       | Superficie (km2) | Population (dernière pop. légale) | Densité (hab./km2) | Modifier                                    |
| -------------------- | ---------- | ------------- | ------------ | ---------------- | --------------------------------- | ------------------ | ------------------------------------------- |
| Dinan (ville-centre) | 22050      | Côtes-d'Armor | ville-centre | 8,71             | 14 966 (2022)                     | 1 718              | modifier les données · modifier les données |
| Bobital              | 22008      | Côtes-d'Armor | banlieue     | 4,99             | 1 143 (2022)                      | 229                | modifier les données · modifier les données |
| Le Hinglé            | 22082      | Côtes-d'Armor | banlieue     | 3,37             | 912 (2022)                        | 271                | modifier les données · modifier les données |
| Lanvallay            | 22118      | Côtes-d'Armor | banlieue     | 14,61            | 4 235 (2022)                      | 290                | modifier les données · modifier les données |
| Quévert              | 22259      | Côtes-d'Armor | banlieue     | 12,48            | 3 963 (2022)                      | 318                | modifier les données · modifier les données |
| Saint-Carné          | 22280      | Côtes-d'Armor | banlieue     | 8,36             | 1 140 (2022)                      | 136                | modifier les données · modifier les données |
| Trélivan             | 22364      | Côtes-d'Armor | banlieue     | 11,10            | 2 875 (2022)                      | 259                | modifier les données · modifier les données |

## Évolution démographique
| 1968   | 1975   | 1982   | 1990   | 1999   | 2008   | 2013   | 2020   |
| ------ | ------ | ------ | ------ | ------ | ------ | ------ | ------ |
| 21 734 | 24 969 | 26 009 | 25 869 | 24 722 | 26 082 | 27 088 | 28 881 |

#### Données générales
- Unité urbaine
- Aire d'attraction d'une ville
- Aire urbaine (France)
- Liste des unités urbaines de France

#### Données démographiques en rapport avec l'unité urbaine de Dinan
- Aire d'attraction de Dinan
- Arrondissement de Dinan

#### Données démographiques en rapport avec les Côtes-d'Armor
- Démographie des Côtes-d'Armor